# Guerras civis na Colômbia
As guerras civis na Colômbia compreendem uma série de conflitos internos ocorridos durante o século XIX. Se desconsideradas as revoltas internas dos estados federais e os conflitos entre eles, entre 1812 e 1886, a Colômbia sofreu nove guerras civis de âmbito nacional. Além disso, ocorreram outras mil pequenas guerras regionais e inúmeras revoltas.

## Contexto
As “guerras civis endêmicas” que a Colômbia viveu após sua independência foram caracterizadas pela importância que a guerra de guerrilhas teve em seu desenvolvimento. A facilidade para formá-las era a garantia do conflito contínuo e da instabilidade governamental. No entanto, não seria antes de 1848-1849, quando foram constituídos os dois blocos permanentemente em conflito durante todo o resto do século: liberais e conservadores.
Cada um tinha o objetivo de obter o poder do Estado central para retê-lo e usá-lo para excluir seu rival, confronto que se agravava periodicamente até mobilizar o povo para pegar em armas. Com seus conflitos, ambos partidos arrastariam os habitantes do campo e, em menor medida, das cidades na polarização da nação. As atrocidades das guerras — que não diferenciavam os combatentes dos adversários civis — só aumentavam o ódio entre os azuis (conservadores) e os vermelhos (liberais).
Os ideais que os dividiam podiam ser resumidos em seus lemas e em sua atitude para com a Igreja Católica e a gestão da economia e da administração territorial. Os conservadores defendiam “Dios, patria y familia”, identificando a pátria com a defesa das tradições da sua cultura e da Igreja, que consideravam como um baluarte da mesma. Em vez disso, os liberais identificaram-se plenamente com os ideais da Revolução Francesa, para a qual a Igreja era um obstáculo à modernização do país e poderia ser resumido como «legalité, liberté et fraternité». As elites do século XIX de ambos os partidos - latifundiários, notáveis, industriais e comerciantes - tratavam uns aos outros de uma forma muito menos sangrenta do que as pessoas comuns durante as guerras civis. Seus principais motivos para ir à guerra eram que, quando um partido governava, fazia o possível para excluir seu rival de todos os cargos públicos ou tomavam medidas ou criavam leis que desagradavam ao outro. Também houve inicialmente conflito sobre a escravidão e relações diplomáticas com países vizinhos, incluindo questões de fronteira. Tudo isso levou à guerra de 1899, mais conhecida como Guerra dos Mil Dias, que deixou como única herança a ruína nacional e a perda do Panamá devido à pressão dos separatistas panamenhos que apoiavam o lado liberal derrotado no conflito no resto da Colômbia e aliados dos Estados Unidos. O vulgo, por outro lado, era arrastado pelos proprietários de terras ou políticos que os conduziam à guerra para lutar para um lado ou para outro sem realmente saber os motivos.
Embora afirmassem defender reivindicações populares, os liberais, assim como os conservadores, temiam a população e não hesitavam em se unir, apesar de serem inimigos tradicionais, para enfrentar as "sociedades democráticas" que eles próprios fundaram na década de 1850, quando os sindicatos começaram a protestar contra os privilégios das classes sociais das quais seus dirigentes vinham sob o lema "pan, trabajo o muerte" com líderes como José María Melo que se tornou presidente mas foi deposto por ambos os lados. Estes, juntamente com os "perturbadores da ordem e da moral" que foram exilados nos "basureros sociales" das selvas de Carare, Panamá e as montanhas do Quindío, junto com outros grupos sociais, seriam a base para aqueles que formariam as "repúblicas independentes" em meados do século XX, que mais tarde seriam substituídas pelas guerrilhas comunistas.
A sociedade colombiana havia mudado desde o início do novo século, recebendo a contribuição de novas ideologias que vinham do exterior. Paradoxalmente, com esses novos inimigos comuns que surgiram desde a década de 1920, principalmente diferentes grupos de esquerda, como o socialismo e o comunismo, além de diversos líderes dissidentes de grande apoio popular como o Gaitanismo ou posteriormente a ANAPO de Rojas Pinilla, os dois partidos tradicionais viriam suas diferenças desaparecerem após um período de guerra civil não declarada conhecido como La Violencia a partir dos anos 1940, que deixou inúmeras vítimas e lançou as bases para o próximo conflito. Esses dois partidos foram agrupados sob a Frente Nacional na década de 1950, concordando com a repartição do poder por dezesseis anos e excluindo completamente qualquer outro credo político.

## Principais causas desses conflitos
As principais causas desses conflitos foram as seguintes:
- A ambição dos dirigentes e dos partidos políticos que viram na guerra um meio para conquistar o poder e mantê-lo
- A intemperança dos mesmos líderes em debater suas diferenças políticas ou ideológico-religiosas;
- As injustiças políticas ou sociais, que estimularam a pobreza e a carência de indústrias no país;
- Certos setores especuladores faziam negócios com conflitos civis e, portanto, estavam interessados que estes surgissem.

## Principais conflitos
Destacam-se principalmente:
Século XIX
- Guerra civil entre centralistas e federalistas (1812-1815)
- Guerra de los Supremos (1839-1841)
- Guerra civil colombiana de 1851
- Guerra civil colombiana de 1854
- Guerra civil colombiana de 1860-1862 (Guerra Magna)
- Guerra civil colombiana de 1876-1877
- Guerra civil colombiana de 1884-1885
- Guerra civil colombiana de 1895
- Guerra de los Mil Días (1899-1902)

Século XX
- La Violencia (1948-1958)
- Conflito armado na Colômbia (1960-atualidade)